# Phytoseius mantecanus
Phytoseius mantecanus är en spindeldjursart som beskrevs av De Leon 1965. Phytoseius mantecanus ingår i släktet Phytoseius och familjen Phytoseiidae. Inga underarter finns listade i Catalogue of Life.